# Estrop (ruisseau)
Pour les articles homonymes, voir Estrop.
L'Estrop est un ruisseau français, affluent de la Dordogne, qui coule en Nouvelle-Aquitaine, dans le département de la Dordogne.

## Hydronymie
L'Estrop est mentionné dans des textes anciens en 1473 sous la forme ruisseau de Lestros, Lestrop en 1652, puis l'Estroc, et l'Estros en 1873.
Il est formé par deux ruisseaux qui confluent en forme de Y ; son nom pourrait donc dériver de l'occitan estrop signifiant étrier.

## Géographie

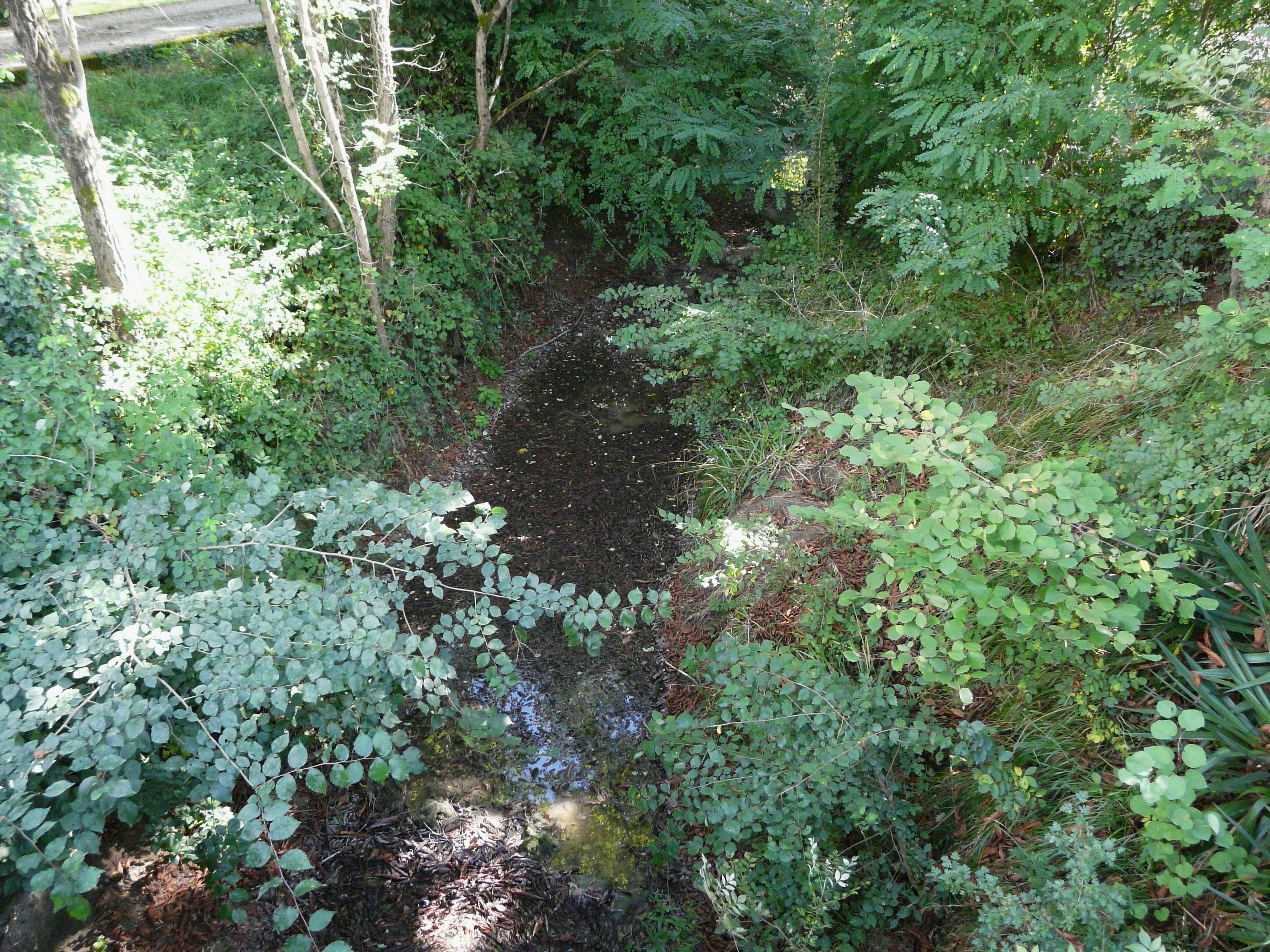
Le lit de l'Estrop presque à sec, en limites de Montcaret et de Vélines.

L'Estrop prend sa source en Dordogne, vers 115 mètres d'altitude, sur la commune de Port-Sainte-Foy-et-Ponchapt, près de deux kilomètres au sud-est du village de Ponchapt, entre les lieux-dits la Grange Neuve et Cap de Fer.
Prenant une direction principale est-ouest, il passe au sud du bourg de Ponchapt puis est franchi par la route départementale (RD) 708. Il reçoit sur sa gauche le ruisseau du Lardot, passe au nord du bourg de Nastringues, et successivement sous les RD 11 et 10, avant d'obliquer vers le sud. Il s'écoule à l'ouest du bourg de Vélines, puis est franchi par la ligne ferroviaire Libourne-Bergerac et la RD 936.
La RD 11 le franchit de nouveau, et après avoir reçu en rive gauche le ruisseau de Lavergne, il conflue avec la Dordogne en rive droite, à 7 mètres d'altitude, en limite des communes de Saint-Antoine-de-Breuilh et Saint-Seurin-de-Prats, à l'est du lieu-dit les Monges.
Hormis sur deux tronçons longs de plus d'un kilomètre chacun (le premier à partir de sa source et le second entre Nastringues et Saint-Méard-de-Gurçon), son cours, long de 17,8 km, sert de limite aux communes qu'il arrose.
Son bassin versant s'étend sur 48 km2 et traverse essentiellement des territoires agricoles (86 %) et dans une moindre mesure des « forêts et milieux semi-naturels » (plus de 12 %).

### Affluents
Parmi les huit affluents de l'Estrop répertoriés par le Sandre, les deux principaux sont en rive gauche : le ruisseau du Lardot long de 4,3 km, qui passe au nord du village de Fougueyrolles, et le ruisseau de Lavergne long de 3,1 km, qui sert de limite entre les communes de Saint-Antoine-de-Breuilh et Vélines.
Le ruisseau de Lavergne ayant un affluent répertorié, le rang de Strahler de l'Estrop est de trois.

### Communes et département traversés
Le parcours de l'Estrop s'effectue entièrement dans le département de la Dordogne, en région Nouvelle-Aquitaine. Il arrose onze communes, soit d'amont vers l'aval : Port-Sainte-Foy-et-Ponchapt (source), Fougueyrolles, Saint-Méard-de-Gurçon, Nastringues, Montazeau, Vélines, Saint-Vivien, Bonneville-et-Saint-Avit-de-Fumadières, Montcaret, Saint-Seurin-de-Prats (confluence), Saint-Antoine-de-Breuilh (confluence).

## Environnement
Au niveau de sa confluence avec la Dordogne, l'Estrop débouche sur une zone protégée au titre du réseau Natura 2000 pour préserver la présence de la loutre d'Europe (Lutra lutra) et pour favoriser la migration et le frai de plusieurs espèces de poissons, notamment l'alose feinte (Alosa agone), l'esturgeon d'Europe (Acipenser sturio), la grande alose (Alosa alosa), la lamproie de rivière (Lampetra fluviatillis), la lamproie marine (Petromyzon marinus), et le saumon atlantique (Salmo salar).

## Monuments ou sites remarquables à proximité
- L'église Saint-Jean des XVe et XVIe siècles de Bonneville[8].
- L'église Saint-Martin des XIIe et XVe siècles de Vélines[9].